# Wasteman
Wasteman is een lied van de Nederlandse rapper Frenna in samenwerking met de Nederlandse rappers Jandro en Priceless. Het werd in 2016 als single uitgebracht en stond in hetzelfde jaar als vijfde track op het album Geen oog dichtgedaan van Frenna.

## Achtergrond
Wasteman is geschreven door Tevin Irvin Plaate, Alejandro Boberto Hak, Francis Junior Edusei en Jackie Nana Osei en geproduceerd door Spanker. Het is een nummer uit het genre nederhop. In het lied rappen de artiesten over hun succes en hun rijkdommen. Het woord "wasteman" beschreef Frenna als iemand die je negatief beïnvloed in je leven. In het lied zeggen de zangers dat ze daar zich niet mee willen bemoeien. 
Op de B-kant van de single is een instrumentale versie van het lied te vinden. De single heeft in Nederland de platinastatus.
Het is niet de eerste keer dat de drie artiesten met elkaar samenwerken; de drie zijn allen lid van rapformatie SFB. Ook werd er buiten de formatie samengewerkt. Dit deden Priceless en Frenna eerder al op Check en herhaalden ze de samenwerking succesvol op Freak in the weekend en Rompe. Frenna en Jandro werkten nog niet buiten SFB met elkaar, maar herhaalden de samenwerking wel op Away en Money long.
In 2017 bracht Frenna samen met Kempi en KM een remix van het lied uit. 

## Hitnoteringen
De artiesten hadden succes met het lied in de hitlijsten van Nederland. Het piekte op de elfde plaats van de Nederlandse Single Top 100 en stond dertig weken in deze hitlijst. De Nederlandse Top 40 werd niet bereikt; het kwam hier tot de tweede plaats van de Tipparade.